# Магнітогідродинаміка
Магнітогідродинаміка — галузь фізики, що вивчає течію провідних флюїдів, тобто газів та рідин, у магнітному полі. Поштовхом до її розвитку послужила астрофізика — наука, що вивчає фізичні явища у Всесвіті, де широко розповсюджені високоіонізовані гази, плазми та досить сильні магнітні поля. Магнітогідродинаміка важлива також для розуміння процесів у плазмі, розплавлених металах, розчинах електролітів. Прийнято вважати, що оформлення магнітогідродинаміки як науки відбулося у 1942 році, коли шведський вчений Ганнес Альвен опублікував її основні положення, за що був удостоєний Нобелівської премії за 1970 рік.
Рух речовин із вільними зарядами в магнітному полі призводить до виникнення в них електричних струмів, взаємодія яких із магнітним полем створює додаткові сили.
Відповідно до сучасних уявлень, фізичну основу магнітогідродинаміки складають механіка суцільних середовищ, частиною якої є власне гідродинаміка, та класична електродинаміка. Наявні рівняння магнітогідродинаміки дають опис кожної з двох вказаних складових: гідродинаміки — Рівняння Нав'є — Стокса та рівняння нерозривності для нестискуваних середовищ, рівняння теплопереносу, електродинаміки — рівняння Максвелла включно з теоремою Гаусса, закон Джоуля–Ленца та рівняння для визначення об'ємної електромагнітної сили.
Результати магнітогідродинаміки застосовуються для пояснення різноманітних процесів у астрофізиці, геофізиці, фізиці плазми.

## Структури у магнітодинамічних системах

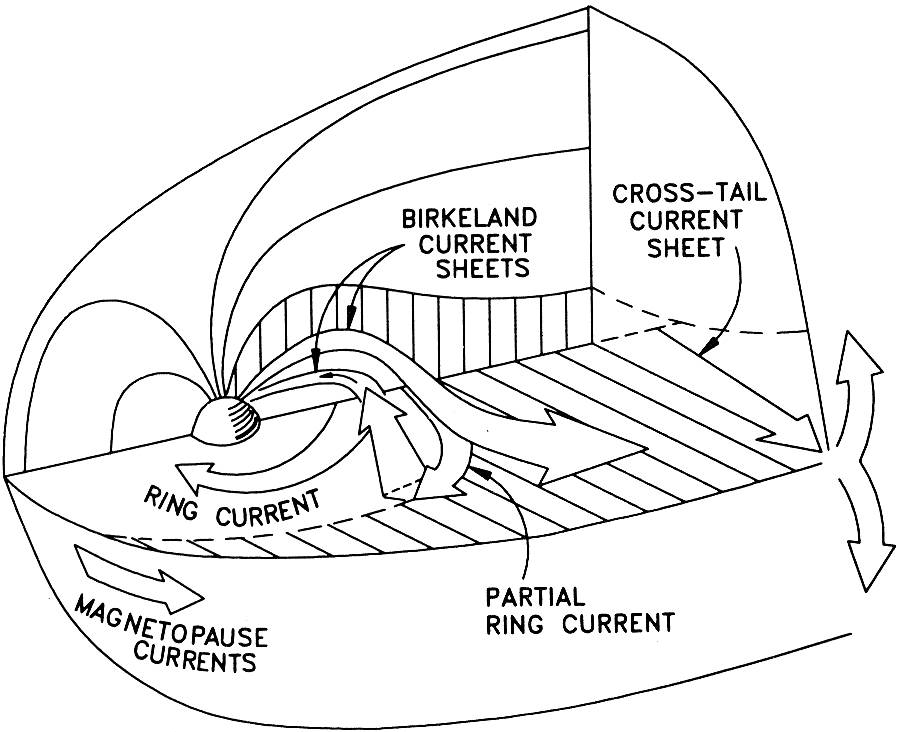
Схематичний вигляд різних систем струмів, які формують магнітосферу Землі

У багатьох магнітодинамічних системах електричний струм спресований у майже двовимірні стрічки, які мають назву площини струму (англ. current sheets). Вони ділять рідину на магнітні сектори, всередині яких струми відносно слабкі. Вважається, що площини струму у сонячній короні мають товщину лише кілька кілометрів, що тонко у порівнянні з магнітними секторами, які мають у товщину сотні та тисячі кілометрів. В магнітосфері Землі площини струму розділяють топологічно чіткі сектори, ізолюючи більшість іоносфери Землі від сонячного вітру.